# 又吉耶穌
又吉耶穌（日语：／ Matayoshi Iesu，1944年2月5日—2018年7月20日），戶籍名及本名為又吉光雄，在日本沖繩縣宜野灣市出生，日本政治家，自稱唯一神基督耶穌又吉光雄。生前是世界經濟共同體黨的代表。父親為又吉清真，母親為又吉牛（又吉ウシ）。

## 進入政壇前
1966年在沖繩縣的中央大學的商學部畢業。之後，在一家汽車公司成為了職員、當過補習教師以及在世界基督教會當過牧師。1996年在秘魯游擊隊佔領日本大使館事件對游擊隊和政府進行遊說。1997年以耶穌的名義成立了世界經濟共同體黨，並且成為該黨的黨代表。

## 選舉
他的第一次參選在1997年沖繩縣宜野灣市，其後嘗試參選沖繩縣眾議院選舉兩次沖繩縣知事，名護市長選舉，還有一次在宜野灣市的選舉，在這幾次選舉當中，全部以最後一名落選，當中他在2002年沖繩縣知事選舉表明：「如果是次選舉落選的話，我會放棄沖繩移往東京。」之後，他將政黨的本部遷往東京，開始在東京參選的生涯。

## 東京選舉
在東京的三次選舉中，他的宣傳方法已經非常出位，儘管以前使用過這個方法，但是在東京選舉更指名該人的名字，在他的宣傳海報中，除了公開競爭對手的「罪狀」，還有「命令」他的對手以及支持對手候選人的投票者切腹自盡和下「地獄」接受永恆之火的燃燒，藉此換取本人成功當選。然而這種特別的宣傳使他在日本網路上出現了爆紅現象，出現了不少戲仿的對象，網路上有關他的Flash動畫流傳不少。當中對象包括了前日本首相小泉純一郎。2003年11月，首次在東京眾議院出選，但是大敗收場，目前在三次的選舉中，全部是最後一名而落選。

## 政綱
他認為失業和自殺嚴重的原因是利益至上經濟主義，他主張建立一個以農業和漁業為主的經濟體系，否定共產主義，主張把迷你裙廢除，在2005年的眾議院選舉，反對進行郵政改革，將由美軍駐守普天間機場歸還給日本，反對人權擁護法例，反對外國人從政，反對小泉純一郎參拜靖國神社。

## 參選經歷
| 投票日         | 選舉内容                       | 得票数  | 得票率 | 順位 | 候补人数 | 惜敗率 | 參考來源 | 選舉保證金 |
| -------------- | ------------------------------ | ------- | ------ | ---- | -------- | ------ | -------- | ---------- |
| 1997年7月13日  | 宜野灣市長選舉                 | 516票   | 1.9%   | 3位  | 3名      | 2.77％ | [ 1 ]    | 没收       |
| 1998年7月14日  | 第18屆參議院選舉・沖繩縣選舉區 | 4,007票 | 0.7%   | 5位  | 5名      | 1.64％ | [ 1 ]    | 没收       |
| 1998年11月15日 | 沖繩縣知事選舉                 | 2,649票 | 0.4%   | 3位  | 3名      | 0.70％ | [ 1 ]    | 没收       |
| 2001年7月15日  | 宜野灣市長選舉                 | 2,111票 | 9.0%   | 2位  | 2名      | 9.94％ | [ 1 ]    | 没收       |
| 2002年2月3日   | 名護市長選舉                   | 80票    | 0.3%   | 3位  | 3名      | 0.39％ | [ 1 ]    | 没收       |
| 2002年11月17日 | 沖繩縣知事選舉                 | 4,330票 | 0.8%   | 4位  | 4名      | 1.20％ | [ 1 ]    | 没收       |
| 2003年11月9日  | 第43屆眾議院選舉・東京1区      | 698票   | 0.3%   | 5位  | 5名      | 0.66％ | [ 2 ]    | 没收       |
| 2004年7月11日  | 第20屆參議院選舉・東京都選舉區 | 8,382票 | 0.2%   | 11位 | 11名     | 1.01％ | [ 2 ]    | 没收       |
| 2005年9月11日  | 第44屆眾議院選舉・東京1区      | 1,557票 | 0.6%   | 4位  | 4名      | 1.03％ | [ 2 ]    | 没收       |
| 2007年7月29日  | 第21屆參議院選舉・東京都選舉區 | 5,289票 | 0.1%   | 19位 | 20名     | 0.77％ | [ 2 ]    | 没收       |
| 2009年8月30日  | 第45屆眾議院選舉・東京1区      | 718票   | 0.2%   | 8位  | 9名      | 0.50％ | [ 2 ]    | 没收       |
| 2010年7月11日  | 第22屆參議院選舉・東京都選舉區 | 4,900票 | 0.1%   | 20位 | 24名     | 0.74％ | [ 2 ]    | 没收       |
| 2012年12月16日 | 第46屆眾議院選舉・東京1区      | 1,011票 | 0.4%   | 8位  | 9名      | 1.23％ | [ 2 ]    | 没收       |
| 2013年7月21日  | 第23屆參議院選舉・東京都選舉區 | 5,633票 | 0.1%   | 19位 | 20名     | 0.92％ | [ 2 ]    | 没收       |
| 2014年12月14日 | 第47屆眾議院選舉・東京1区      | 1,416票 | 0.6%   | 6位  | 6名      | 1.32％ | [ 2 ]    | 没收       |
| 2016年7月10日  | 第24屆參議院選舉・東京都選舉區 | 6,114票 | 0.1%   | 21位 | 31名     | 1.20％ | [ 2 ]    | 没收       |
| 2017年10月22日 | 第48屆眾議院選舉・東京1区      | 1,307票 | 0.6%   | 6位  | 6名      | 1.4％  | [ 2 ]    | 没收       |

## 命令切腹主要的知名人士列表
- 稻嶺直一
- 與謝野馨
- 新垣繁信
- 堀江泰信
- 小泉純一郎

## 退出政壇及去世
2018年6月30日，以健康狀態惡化為由，於官網上宣布退出政治活動。。
同年7月20日因左腎癌去世，享壽74歲。

## 外部連結
- （日語）世界經濟共同體黨網站（页面存档备份，存于）
- （日語）支持者網站（页面存档备份，存于）
- 又吉耶穌宣傳海報（有英語翻譯）